# MTK Budapešť
Magyar Testgyakorlók Köre Budapest Futball Club, zkráceně MTK Budapešť FC či MTK Budapešť, je maďarský fotbalový klub.
Spolu s Ferencvárosem a Újpestí patří k nejúspěšnějším v zemi.
Klubovými barvami jsou modrá a bílá.

## Historie
MTK Budapešť byl založen v roce 1888 a kromě fotbalu provozuje i řadu jiných sportů.
V sezonách 1913/14 až 1924/25 se stal 10× v řadě mistrem Maďarska.
V meziválečném Středoevropském poháru se MTK nikdy nedostal do finále. Vyhrál jej až 2× po válce, když už neměl takovou úroveň a prestiž.
V roce 1964 hrál finále Poháru vítězů pohárů, ale proti Sportingu Lisabon neuspěl.
Zatím poslední titul, 23., získal v roce 2008.

## Názvy
- 1888–1926: Magyar Testgyakorlók Köre
- 1926–1940: Hungária Magyar Testgyakorlók Köre Futball Club
- 1940–1945: Hungária Magyar Testgyakorlók Köre Futball Club feloszlása
- 1942–1945: Magyar Testgyakorlók Köre feloszlatása
- 1945–1950: Magyar Testgyakorlók Köre
- 1950–1951: Budapesti Textiles Sport Egyesület
- 1951–1953: Budapesti Bástya Sport Egyesület
- 1953–1956: Budapesti Vörös Lobogó Sport Egyesület
- 1956–1975: Magyar Testgyakorlók Köre
- 1975–1990: Magyar Testgyakorlók Köre-Vörös Meteor Sport Kör
- 1990–1995: Magyar Testgyakorlók Köre
- 1995–1998: Magyar Testgyakorlók Köre Futball Club
- 1998–2003: Magyar Testgyakorlók Köre Hungária Futball Club
- od 2003: Magyar Testgyakorlók Köre Budapest Futball Club

## Úspěchy

### Domácí
- Vítěz maďarské fotbalové ligy (23)- 1904, 1908, 1914, 1917, 1918, 1919, 1920, 1921, 1922, 1923, 1924, 1925, 1929, 1936, 1937, 1951, 1953, 1958, 1987, 1997, 1999, 2003, 2008
- Vítěz maďarského poháru (12)- 1910, 1911, 1912, 1914, 1923, 1925, 1932, 1952, 1968, 1997, 1998, 2000
- Vítěz maďarského Superpoháru - 2003, 2008

### Mezinárodní
- Finále Poháru vítězů pohárů 1963/64

## Významní hráči
- Imre Schlosser (1916–1922)
- László Cseh (1931–1939)
- Nándor Hidegkuti (1946–1958)
- Károly Sándor (1947–1964)